# Juan Astorga Junquera
Juan Astorga Junquera  fue un arquitecto venezolano especializado en la teoría del arte y la arquitectura, crítico de arte, curador, editor, artista de vanguardia, guionista cinematográfico y apasionado por las tecnologías de la información y la comunicación.   Una de sus áreas de trabajo fue el Arte Cibernético y la Curaduría Web. Fue el creador en 1989 y responsable de la puesta en marcha del repositorio de información sobre arte y cine latinoamericano “Vereda, Venezuela Red de Arte”   impulsado desde el Departamento de Historia del Arte de la Universidad de los Andes. 

## Formación y carrera académica
Juan Astorga nació el 13 de agosto de 1954 en Guayaquil, Ecuador. Creció en el seno de una familia vinculada con el arte y la educación universitaria en la ciudad venezolana de Mérida. En 1991 fue diagnosticado de la enfermedad de Crohn y falleció en Mérida, Venezuela,  el 24 de noviembre de 2020.
Sus padres Juan Astorga Anta y Maruja Junquera de Astorga, españoles de origen, emigraron a mediados de los años cincuenta a Ecuador y poco después, en 1958, arribaron a la ciudad de Mérida donde se establecieron por el resto de sus vidas. Su padre, Juan Astorga Anta, llegó a Mérida contratado para ejercer como profesor en la Escuela de Humanidades de la Universidad de los Andes que había sido elevada a la condición de Facultad en aquel año.  Astorga Anta fue el promotor de la creación y el primer director de un museo de arte moderno para la ciudad de Mérida, el cual abrió sus puertas el 4 de octubre de 1969 y desde 1990 lleva su nombre. 
Junto a su padre, quien era profesor de historia del arte, coleccionista y melómano, Juan Astorga Junquera tuvo una esmerada educación orientada a las artes visuales desde muy temprana edad. En 1972 recibió el título de Arquitecto en la Universidad de los Andes en la cual había comenzado a ejercer la docencia incluso antes de su graduación. Juan Astorga fue profesor de planta en la Universidad de los Andes desde 1978 hasta su jubilación en 2013 y profesor invitado en 1996 de la Universidad Central de Venezuela. Las materias dictadas en estas universidades reflejaban las áreas de interés de Astorga, habiendo sido profesor de cursos de Curaduría, Conservación y Preservación del Patrimonio, Teoría y Crítica del Arte y Estética, Arquitectura y Cine, Historia y Teoría de la Arquitectura.
Con la elección de José Mendoza Angulo como Rector de la Universidad de los Andes en 1980, Astorga fue designado Secretario ejecutivo del Rectorado. Desde esa posición creó y dirigió la “Revista Azul, órgano mensual político cultural de la Universidad de Los Andes”, publicación de la cual circularon 24 ediciones, así como una colección de libros denominada “Los libros de Azul”. El equipo reunido por Astorga para la revista universitaria incluía, entre otros intelectuales, artistas, periodistas y fotógrafos a Miguel Montoya, Julio E. Miranda, Roberto Giusti, Edgar C. Otálvora y el artista plástico Mauro Bello.

## Creador y curador de arte
Su intervención en el mundo del cine incluyó su trabajo como guionista y director artístico del largometraje “Tokyo-Paraguaipoa” de 1996 dirigido por Leonardo Henríquez. Igualmente fue coautor del guion del film de 1992 “Karibe con tempo” dirigido por Diego Rísquez y que es un homenaje al pintor Armando Reverón. En 1984 participó como actor y guionista en el cortometraje “Borderline”, un “multimedia de cine” dirigido por Leonardo Henríquez. Además, entre 1985 y 1988 realizó junto a su hermano Luis Astorga Junquera los videos “versus”, “¿y-a-til de la saveur dans le blanc d´un oef?” y “III”. En esa etapa desarrolló proyectos de arte conceptual con los cuales participó en exposiciones colectivas realizadas en el Museo de Arte Contemporáneo Sofía Imber y en la  Galería de Arte Nacional en Caracas. 
En 1984 fue jurado junto a Sofía Ímber de la segunda edición del “Premio Eugenio Mendoza” otorgado por la “Sala Mendoza” de Caracas. En 2003 formó parte del jurado que seleccionó la representación venezolana a la Bienal de Venecia. 
Desde 1997, Juan Astorga se enfocó en el trabajo de preservar las imágenes y la historia del arte venezolano en Internet. Ese año comienza el diseño y la implementación del portal wiki especializado en Arte denominado VEREDA, el cual fue diseñado para operar como un centro de documentación, una editorial universitaria, un espacio expositivo y un laboratorio experimental de procesos de apropiación tecnológica como apoyo a la creación del repositorio institucional de la Universidad de los Andes. En 2011 asumió la coordinación y desarrollo del portal de la Galería de Arte Nacional, creado por él como un portal wikihistoria del arte en Venezuela.
Astorga Junquera, quien sufrió por años de Enfermedad de Crohn, falleció en Mérida el 24 de noviembre de 2020, a causa de infección de COVID-19.

## Obras
- “El cine como arte: Notas y documentos para una aproximación al filme como objeto estético” [9]
- “Meditación sobre el misterio del arte en la era de la furia técnica”[10]